# バイス (KOF)
バイス (Vice) は、SNKの対戦型格闘ゲーム『ザ・キング・オブ・ファイターズ』シリーズに登場する架空の人物。

## キャラクター設定
格闘大会『キング・オブ・ファイターズ』（以下『KOF』と表記）を開催したルガール・バーンシュタインの秘書として登場したのが最初であり、『KOF'95』（以下『'95』と表記）の中間デモで大会を勝ち進むプレイヤーチームが4回戦へ出場することをルガールに報告する様子が確認できる。
その正体はマチュアと同様にオロチ一族にして、オロチ八傑集の1人である。ルガールの秘書をしていたのは、オロチの暗黒エネルギーを吸収したルガールの監視を行うためであった。なお、秘書としてのスキルは高く、マチュアとともに秘書検定一級の資格を所持しているとされる。
『'95』でオロチの力の暴走によってルガールが消滅してから、古寺で1人瞑想していた八神庵の許にマチュアとともに姿を現す。バイスとマチュアは庵に対し同時攻撃を仕掛け、マチュアが庵の背に手刀を突き立てるものの、庵には全て悟られていて逆に自分たちの衣服の肩口を燃やさる結果となった。庵は2人を殺そうとするが、バイスは庵に対して「自分たちと組んで格闘大会『キング・オブ・ファイターズ』に出場して欲しい」という話を持ち掛けた。2人の目的は何なのかを庵が聞くと2人は「庵の力になりたい」と話し、バイスは色仕掛けとして彼の体に手を回した。庵は最終的にこの話を承諾した。2人が自分の目の前から消えると庵は彼女らが何者なのかを既に見抜いていたようで、「2人が役に立たないと判断したときは自分の生贄となるだけ」と言って高笑いした。一方、マチュアとバイスは庵の許から去ってから何者か（ゲーニッツ）と連絡を取った。こうして、八神庵、マチュア、バイスの3人は「八神チーム」を結成して『KOF'96』（以下『'96』と表記）に出場するに至る。
マチュアとバイスの目的は、八神の祖先である八尺瓊一族のオロチの力への憧憬がきっかけで一族がその血を引いている庵の監視であった。『'96』大会の主催者である神楽ちづるの話から、マチュアとバイスはオロチ一族の者であることを庵は確認する。バイスは、それを知っていてどうしてチームを組んだのかを庵に聞くと、2人は手駒として利用させてもらっただけと冷静に言い放つ。ほどなくして現れたオロチ四天王の1人であるゲーニッツの姿を見た庵は、これでマチュアとバイスも自分の敵であるという立場を取ろうとする。しかし、既に2人は本来の目的よりも庵自身に興味を抱いており、自分たちはゲーニッツの部下になったつもりはないとして、逆にゲーニッツに歯向かう形となった。
ゲーニッツを倒した後、「血の暴走」によって理性を失った庵によってマチュア諸共体を引き裂かれた。『KOF2000』（以下『2000』と表記）の時点ではマチュアもバイスも生存が不明であった。『KOF'97』（以下『'97』と表記）での庵の公式ストーリーでは、マチュアとともに彼の夢枕に現れており、その際には裸で地面を這い回っていた。『'96』のエンディング後の扱いは最終的には「死亡」となっていたが『KOF XIII』（以下『XIII』と表記）ではマチュアと共に庵の前に姿を現す。ただし庵からは「亡者」と呼ばれ、地の文でも「命を絶ったはずの女」と表現されている。また、『XIII』では草薙京から「封印が解けた途端に出てきやがった」という旨の台詞を言われ、『KOF XIV』（以下『XIV』と表記）ではザナドゥがマチュアに対して「（マチュアとバイスの）復活の経緯に興味がある」という旨の言葉を投げかけており、死から蘇ったことが示唆されている。
『KOF'98』（以下『'98』と表記）にて、マチュアとともに再登場を果たした。『'96』の時と同じく、庵、マチュアとの3人で「八神チーム」を組んでいる。得意スポーツがベンチプレスに変わっている。
『2000』では庵のアナザーストライカーとして登場する。パンチを出しつつ飛んできて、着地と同時に「ディーサイド」を仕掛け、その後はその場にしゃがみこみ、猫の遠吠えのような声を出しながら点滅して消えていく。「ディーサイド」で吹き飛んだ相手には追撃が可能。同作でストライカーとして登場する際にはマチュアかバイスのどちらかが現れるという仕様になっており、どちらが登場するかはランダムで決定される。
『XIII』でも、マチュアとともに参戦している。背中には蛇のような形をした痣が刻まれていて、NEO MAX超必殺技でそれを見せる。
登場作品ごとにニュートラルポーズが大きく異なり、『CvS』シリーズでのニュートラルポーズは『'96』のポーズになっている。

### 人物
ベリーショートヘアに整えたやや赤みがかった茶髪に褐色の肌を持った美女である。身長は178cmだが踵の高い靴を履いているため、182cmの庵に追い付くほどの長身である（これはマチュアも同様）。その見た目とは裏腹に腕力が非常に強く、豪快な投げ技を数多く持ち、相手を捻じ伏せる戦い方を得意とする。
普段は落ち着いた物腰と言動だが、戦闘になると粗野なものに変わり、その本性は極めて残忍で残酷である。キャラクターイメージは「残虐な女」で、渋めのタイプが好み。
『'96』から『KOF2002』（以下『2002』と表記）までは、上半身は黒いワイシャツの上に赤いベスト、下半身は裾に赤いラインが入った黒のロングスカートの下に同色のショートパンツとストッキング、そして、脇にファスナーの付いたレースアップヒールシューズを履いている。スカートは一枚の布状のものを腰中央の数個のボタンで留めているだけであり、大きく開いた隙間から足が覗くようになっている。また、黒紐を首もとで結んでチョーカーとして使用し、両耳にはそれぞれ長さの異なる赤い房飾りの付いたピアスを着用している（右耳：長、左耳：短）。
『XIII』では、衣装がマチュアと同じ黒いパンツスーツに変更されている。上半身は赤いシャツの上に襟なしスーツを纏い、ワイシャツの襟をスーツの上に出して胸元をかなり深いところまで露出している。首元の黒紐チョーカーがなくなり、ピアスの飾りはマチュアと同じ白く細長い雫状となり、長短がマチュアと逆になっている（右耳：長、左耳：短）。また、エンディングではマチュアと揃って目が赤く発光していた。
『XIV』ではさらに上半身が『2002』以前の衣装のアレンジに変更され、両肩に切れ込みが入り裾がフリル状になった黒いシャツの上から赤いベストを着用している。また、ピアスは長短が入れ替わり（右耳：短、左耳：長）、材質も赤い透明な石に変更された。首には赤い石のチャームがついた黒い革のチョーカーを着けている。
プロフィールの嫌いなものに草薙柴舟を挙げているが、これは「ルガールの秘書として瀕死の柴舟を治療し洗脳した際、かなり苦労した」という理由があるからだという。『'98』での柴舟との対戦前のデモでは、ひどく不快そうな台詞を吐き捨てた後にツバを吐くなど、強い嫌悪ぶりを見せている。それは同作でのキャラクター同士の相性にも反映されており、柴舟との相性は最悪に設定されている。
当初はルガールの秘書というだけで「ルガールを監視していた」「オロチ八傑集の1人」という設定は、後付けによるものである。
『KOF』以外では、『CvS』シリーズでSNKサイドのキャラクターとして登場を果たしている。ルガールとの対戦前には専用の演出があり、その際にマチュアも一緒に登場する。なお『KOF』シリーズでは同じオロチ八傑集の一人となっている山崎竜二（元は『餓狼伝説』シリーズのキャラクター）とは、このシリーズではオロチ一族としての関係性に触れることはないが、同じチームを組んだ際の勝利画面でのメッセージで非道極まりない山崎の言動に聞き惚れたりするなど、気の合う様子を見せている。CAPCOMサイドのキャラクターとのやり取りでは、モリガン・アーンスランドからは「ただのサディスト」と言われ、ガイルからは「一番嫌いなタイプ」と危険視され、ベガからは「いい感性の持ち主」としてスカウトされている。逆にバルログのことは「気色悪い」と嫌っているが、対人戦での勝利メッセージでは気の合う様子を見せている。
バイス（VICE）とは「悪徳」を意味する英単語、そして「代理」の意味を表す接頭辞だが、これが本名なのか通り名なのかは不明。なお、『CAPCOM VS. SNK』（以下『CvS』と表記）シリーズでのプロフィールでは本名は「不明」とされている。ちなみに、開発中の名称は「オロチの女 B」。また、『'96』オープニング絵コンテのバイス登場シーンの内容欄には「ヴォイス」と記載されている。

## ゲーム上の特徴
通常技はマチュアと同じものが多いが、初出場となる『'96』では突進技を持っていないことと独特の歩行モーションのため、機動力にやや欠ける。「レイヴナス」はジャンプの上昇中に出すと、空中の相手に対して強い効果を発揮する。ジャンプはマチュアに比べると緩慢であり、ジャンプ攻撃の性能も低いものが多く、強力な対空攻撃を持つ相手に対して飛び込むのは不利。バイスが真価を発揮するのは、有効間合いが広い投げ技を決められる接近戦であり、数少ない好機に強力な投げ技をいかに決めることができるかが勝敗の分かれ目となる。
『'98』では、遠距離立ち強パンチや近距離立ち強キックの性能が上がったほかに突進技の「メイヘム」が追加され、連続技の種類が大きく増えた。バイスは攻撃力が高いため、ゲージが溜まればパワーMAXを発動して強攻撃を当てていくのも強い。『'98』のリメイク版『'98 ULTIMATE MATCH』（以下『'98UM』と表記）でも一部技の仕様変更や新技の追加があるものの、こうした方向性は変わらない。
『CvS』シリーズでは、バイスに限ったことではないが通常使用できるバイスとは別に裏性能のEXキャラクターがおり、持ち技が異なっている。『CAPCOM VS. SNK 2』では通常技に『KOF』でのマチュアのものが追加されるなど、キャラクター性能も『KOF』シリーズとは微妙に異なっており、それとは違った戦法を取ることになる。

## 技の解説
バイスの技名は、世界各国のヘヴィメタルバンドやその楽曲などが元といわれている（マチュアも同様）。
通常技の名称は「ザ・キング・オブ・ファイターズ'96 公式ガイドブック for SATURN」に記載されている。なお、通常技のグラフィックは地上・空中ふっ飛ばし攻撃を除いてマチュアと共通だが、一部マチュアとは異なる技名が付けられている。

### 通常技
| 操作           | 立ち（近距離） | 立ち（遠距離）   | しゃがみ         | 垂直ジャンプ | 前方ジャンプ | 後方ジャンプ |
| -------------- | -------------- | ---------------- | ---------------- | ------------ | ------------ | ------------ |
| 弱パンチ       | カッシュ       | カッシュ         | デイン           | ナイトメア   | ナイトメア   | ナイトメア   |
| 強パンチ       | ネクロマンサー | キルレイザー     | グラデュエイター | メイガス     | メイガス     | メイガス     |
| 弱キック       | ユニオン       | マジェスティック | アークライト     | デッドアイ   | デッドアイ   | デッドアイ   |
| 強キック       | アマゾネス     | ホースキック     | トップキック     | ハイタワー   | ハイタワー   | ハイタワー   |
| ふっ飛ばし攻撃 | スパルタン     | スパルタン       | -                | デスハンド   | デスハンド   | デスハンド   |

### 通常投げ
デスブロウ
相手を掴んで持ち上げてから、両腕を交差させるように引き裂いて吹き飛ばす。
バックラッシュ
相手を一瞬で背後の地面に引き倒す。『CvS』シリーズでは相手を放り投げるようになっている。

### 特殊技
モンストロシティー
『'98』にて追加された特殊技で、片方の拳を振り下ろす。単発で出した場合はしゃがみガード不能。通常技からキャンセルで出した場合は近距離立ち強パンチや近距離立ち強キックの2段目（1段目は特殊技でのキャンセルができない）から連続でつながり、ここから弱「ディーサイド」までつながる。
ドッケン
『XIII』にて追加された特殊技。後述の「ディーサイド」に似たモーションで繰り出す中段攻撃。

### 必殺技
アウトレイジ
弱はその場で、強はステップして踏み込んでから片足だけで無数の蹴り技を繰り出す。ヒット効果はのけぞりで、食らった相手は斬り刻まれる。弱は強攻撃から連続でつながるが、途中で間合いが離れて攻撃が途中で当たらなくなるなどの理由で他の技と比べると使用する機会は少ない。『'98UM』では当たっている間に間合いが離れなくなり、最後までヒットさせられる。『XIV』では削除されている。
レイヴナス
「アウトレイジ」を空中で出す。1度出てしまえば攻撃判定は強く、空中の相手に対して一方的に打ち勝つ場合もある。斜めジャンプの上昇中に出すと、大きく弧を描くような軌道で飛んでいき、ジャンプの下降中に出すと通常よりも早く着地する。地上・空中の相手を問わず、攻撃は連続ヒットする。ヒット効果はのけぞりで、空中の相手に対しては吹き飛びダウンに変わる。「アウトレイジ」同様、『XIV』では削除されている。
ディーサイド
腕を前方へすばやく伸ばし、触れた相手を一瞬で後方高く投げ捨てる。『XIII』では相手を近くに引き寄せる技になった。弱強の違いはリーチの長さで、強は弱よりも一歩踏み込んで腕を伸ばす。『KOF』シリーズでは強攻撃をキャンセルすることで弱が連続でつながる。マチュアの同じ技よりも発生が速く、ガードされても反撃を受けにくい。なお、相手と密着してこの技を出すと空振りするほか、技が決まって相手が地面に落ちる前にパワーMAXを発動することでダメージが増える。
ディーサイド・スレイヤー
『CvS』でのEXバイスの技。上方へすばやく腕を伸ばし、捕えた相手を瞬時にして地面に叩き付ける。「ディーサイド」を空中の相手に仕掛けるものだが、対空迎撃に使用するよりも「メイヘム」からの追撃技として使うことが多い。また、「メイヘム」を当てた時に相手が画面端にいると、この技を出しても空振りする。
ゴアフェスト
相手の顔を掴んだあとに、地面に押し付けて前方へ滑りながら引きずり、上に放り投げる。決めた後はバイス側が圧倒的に有利になる。『KOF』シリーズでは有効間合いが広く、通常技をキャンセルして出せば連続でつながることが多い。
『CvS』では、強は相手を引きずる距離が弱よりも長く、また、弱よりも相手を高く放り上げるようになり、威力は弱に劣るが後述の「トランキュリティー」で追撃できる。EXバイスは使用不可。
なお、『餓狼 MARK OF THE WOLVES』の登場人物・フリーマンの通常投げの技名もこれである（フリーマンの技名も、実在のヘヴィメタルバンドが由来となっている）。
ブラックンド
『'98』にて追加された技の1つで、相手の体を掴んで地面に叩き付けてから垂直に放り投げる。追加入力で「ミサンスロウブ」につなげることが可能。有効間合いは「ゴアフェスト」よりも狭い。
メイヘム
『'98』にて追加された技の1つで、肩口から突進する。突進距離は短いが、発生は速く、弱は弱攻撃から、強は強攻撃から連続でつながる。攻撃判定も強く、深くめり込ませるようにしなければガードされても反撃を受けにくい。ヒット効果は吹き飛びダウンで、追加入力で「ミサンスロウブ」（『CvS』では「ディーサイド・スレイヤー」）につなげることが可能。
ミサンスロウブ
『'98』にて追加された技の1つ。その場から飛び上がり、「ブラックンド」ないし「メイヘム」で空中へ吹き飛ばした相手を空中で掴んでそのまま地面に叩き付ける。「ミサンスロウブ」は、入力が遅いと空振りする。
技名はmisanthrope（厭世家）から。なお『2002』以降では「ミサンズロウブ」とさらに表記が変わっている（『'98』のリメイク版である『'98UM』では「ミサンスロウブ」のまま）。
ネイルボム
『CvS』シリーズでの技。相手の体を掴んで高く持ち上げてから地面に叩き付ける。叩き付けた際に、髑髏の柱が浮かび上がる。
トランキュリティー
『CvS』シリーズでの技。高く飛びあがって空中の相手を捕らえてから、その首を自分の両足で挟んだまま空中で反転させて地面に叩き付ける。前述のとおり強「ゴアフェスト」からこの技に繋ぐことができ、『CAPCOM VS. SNK 2』では単発では出せなくなっている。
スプラッシュ
『XIII』から追加された技。相手に飛び掛かり、頭を掴んで地面に叩き付ける。

### 超必殺技
ネガティブゲイン
相手の首を自分の両足で挟んでそのまま宙返りし、地面に叩き付ける動作（プロレス技でいうフランケンシュタイナー）を繰り返す。通常は3回だが、MAX版は5回叩き付け、その分ダメージが増える。有効間合いは非常に広く、『KOF』シリーズでは通常技からキャンセルで出せば連続でつながる。
『CvS』シリーズでは、レベルが上がるにつれて有効間合いが広くなっていく。Lv.3の有効間合いの広さはかなりのものである。
『XIV』ではラストが地面に倒れた相手に向かって跳び上がり、踏み付けると同時に赤い気の柱（MAX版では柱の中に髑髏が浮かび上がる）が噴き上がるものになっている。
ウィザリング サーフェス
『'98』にて追加された超必殺技。前方へ跳び掛かり、地上の相手を掴むと地面に何度も叩き付けてから跳び上がり、再度地面に叩き付けてとどめを刺す。最後の叩き付け攻撃を決めると、赤い髑髏の柱が浮かび上がる。MAX版は相手を叩き付ける回数が増える。移動投げの一種であり、地上の相手にのみ決まる。弱と強の違いは飛び掛かる際の軌道で、弱は高く、強とMAX版が前方へ低く飛んでいく。
『CvS』シリーズでは、レベルが上がるにつれて高度が低くなり、それに伴い前方への飛距離が大きく伸びる。
オーバーキル
『2002』および『NEOWAVE』のMAX2。空中で入力する技で、空中にいる相手を捕まえて垂直に落ちて地面に叩きつけた後、空中に瞬間移動して再び垂直に落ちつつニードロップを喰らわせ、赤い髑髏の柱を浮かび上がらせる。
なおコマンドのレバー操作はダック・キングの「ブレイクスパイラル」と同じものである。
『KOF 2002 UNLIMITED MATCH』（以下『2002UM』と表記）と『XIII』では通常の超必殺技に変更されている。『XIII』および『XIV』の通常版はニードロップで直接地面に叩きつける。後者のMAX版は『2002』『2002UM』とほぼ同様の演出だが、こちらは瞬間移動ではなく初段の反動を利用して跳び上がっている。
ダイイング・フィータス
『'98UM』にて追加された技。「ミザンスロウブ」などと同じ動作で跳び上がり空中の相手を捕まえる対空投げで、後の動作や技ボイスは「ウィザリング サーフェス」とほぼ同様である。
カンニバル・コープス
『2002UM』で「オーバーキル」の代わりに追加されたMAX2。移動当て身技で、決まると相手を投げ飛ばしてから相手めがけて突進し、暗闇の中で相手の体を喰らう。
アウェイキングブラッド
『XIII』でのNEO MAX超必殺技。マチュアのものと同名だが、こちらは上着をはだけ、背中の痣を光らせた後に姿を消し、画面端から蛇のようなオーラを高速で移動させて吹き飛ばす。
オプスキュラ
『XIV』でのCLIMAX超必殺技。飛び上がって空中の敵の頭を掴んで地面に叩き付け、更に跳び上がって回転しながら再度地面に叩き付ける対空投げ。ネガティブゲインからキャンセルに対応しているが受け付け判定が、最後の踏み付けの直前で非常にシビア。

## 他のメディアでのバイス
『コミックゲーメスト』に掲載された、若き日のゲーニッツがルガールの右目を奪う際の顛末を描いた『ゲーニッツ外伝 THE KING OF FIGHTERS'96 ミレニアム・ゼロ』（著：天獅子悦也）では、少女時代のマチュアとバイスがゲーニッツによるルガールの空母急襲に帯同している。ゲーニッツはルガールにオロチの力を与える代償として彼の右目を奪い、オロチの力を受け取るための媒介としてマチュアとバイスを彼に仕えさせている。このときのバイスはボブスタイルのブルネットヘアに半袖・無地の白いワンピースを黒い腰紐で結んだだけの簡素な装いに身を包み、目の前で銃撃や爆発が起きても特に反応を示さず無表情のままで感情が欠落したかのような少女として描かれている。
夏元雅人の『キング・オブ・ファイターズ京』（覇王マガジン版）では、マチュアとともに八神庵を監視するために登場するが、最後まで庵に倒されるようなことはなかった。また、マチュアとともに庵のバンド活動に付き合わされるエピソードもあり、京の通う学校の文化祭に向けてキーボードの練習をしている。
『'96』のオフィシャルコミカライズである鷹岬諒の『ザ・キング・オブ・ファイターズG(ギガ)』では、オロチの長より八神庵の監視を命じられたマチュアとバイスが物語全般に渡って暗躍している。庵を手中に置くために必要な餌として草薙京を利用するため、マチュアは日本チームの崩壊に乗じて京と麻宮アテナと共にエディットチームを結成する一方で、バイスは古寺で瞑想する庵の元を訪れてチーム結成を打診し、更に京と決別した二階堂紅丸を誘い入れて「八神チーム」を結成する。2回戦で京チームと八神チームが激突している最中にゲーニッツがオロチの力を開放して乱入したことで観客が苦しみだしたり一部のファイターが凶暴化して会場が地獄絵図となり、試合どころではなくなる。その状況でもなお試合を続けようとする八神の願いを叶えるため、戦いに乱入しようとした紅丸や大門五郎をマチュアと共に排除して京vs庵の戦いを演出するも、血の暴走を起こした庵に首を切り裂かれて「いずれ、お前も…」と最後の言葉を言い終わらないうちに絶命した。なお、第2巻の表紙をマチュアとともに飾っているほか、同巻の裏表紙では庵チームの一員として、庵や紅丸と共に描かれている。
2010年にアメリカで製作された実写映画版『KOF』では、マチュアと同性愛関係になっている。

## キャスト

### 担当声優
- 弓雅枝（『'96』から『XIII』まで）
- 佐古真弓（『KOF XIV』以降）
- たみやすともえ（実写映画版『ザ・キング・オブ・ファイターズ』日本語吹き替え）

### 担当俳優
- バーニス・リウ（実写映画版『ザ・キング・オブ・ファイターズ』）

## 関連人物
- 草薙京 - 三種の神器一族の末裔の1人・祓う者、オロチ一族の宿敵。
- 八神庵 - 三種の神器一族の末裔の1人・封ずる者、『KOF'96』『KOF'98』『KOF 2002』『KOF XIII』『KOF XIV』のチームメイト。また、監視の対象[18]であり、興味の対象でもある。
- 神楽ちづる - 三種の神器一族の末裔の1人・護りし者、オロチ一族の宿敵。
- 草薙紫舟 - 京の父、オロチ一族の宿敵、嫌いなもの。
- オロチ - オロチ一族の長。
- ゲーニッツ - オロチ八傑集四天王、上司だが裏切った。
- シェルミー - オロチ八傑集四天王。『'98』の特殊チームエンディングとして、シェルミー・マチュア・バイスの3人チームでクリアすると『女オロチチーム』として1枚絵が表示される。
- マチュア - オロチ八傑集、相棒、『KOF'96』『KOF'98』『KOF 2002』『KOF XIII』『KOF XIV』のチームメイト[注 10]。
- ガイデル - オロチ八傑集の意思のみ受け継いだ者。
- レオナ・ハイデルン - オロチ八傑集の力を受け継いだ者。『XIII』の特殊チームエンディングとして、レオナ・マチュア・バイスの3人チームでクリアすると『女オロチチーム』として1枚絵が表示される。
- 山崎竜二 - オロチ八傑集だが『餓狼伝説』の客演キャラクター。『'98UM』の特殊チームエンディングとして、山崎・マチュア・バイスの3人チームでクリアすると『GROWN ARMS TEAM』として1枚絵が表示される。
- ルガール・バーンシュタイン - 監視のために秘書として近づいた相手、敵視[注 11]。『'98』の特殊チームエンディングとして、ルガール・マチュア・バイスの3人チームでクリアすると『ルガールチーム』として1枚絵が表示される。
- 斎祀 - 遥けし彼の地より出ずる者の長、敵対関係。
- ヴァネッサ - 年齢が近い女性エージェント。『2002UM』の特殊チームエンディングとして、ヴァネッサ・マチュア・バイスの3人チームでクリアすると『大人の女性チーム』として1枚絵が表示される。